# Wolventrix
Wolventrix ist eine Indie-Rockband aus London.
Die Band steht bei Fabrique Records, einem österreichischen Plattenlabel, unter Vertrag. Sie veröffentlichte die EP The Berlin (Februar 2009) sowie mehrere Singles, darunter Electrical Storm (Mai 2011). Am 11. November 2011 erschien ihr erstes Album Ours Till Dawn. Die Single Wanderlust aus dem Album wurde kurz nach der Veröffentlichung  vom österreichischen Musikfernsehsender gotv in die Rotation genommen.

## Diskografie
Alben
- Ours Till Dawn (2011; Fabrique Records)

Singles und EPs
- The Berlin EP (2009; Fabrique Records)
- The Berlin EP (re-release)(2019; Fabrique Records)